# Triméthylamine N-oxyde réductase
La triméthylamine N-oxyde réductase est une oxydoréductase qui catalyse la réaction :
triméthylamine + 2 sous-unités ferricytochrome c + H2O  {\displaystyle \rightleftharpoons }  N-oxyde de triméthylamine + 2 sous-unités ferrocytochrome c + 2 H+.
Cette enzyme intervient dans la chaîne respiratoire de certaines bactéries ; elle a été notamment étudiée chez Escherichia coli et Roseobacter denitrificans (en). Elle est contient un cofacteur bis(molybdoptérine guanine dinucléotide). Le réducteur est un cytochrome c lié à la membrane plasmique et contenant plusieurs groupes héminiques.
Cette enzyme réduit également le diméthylsulfoxyde (DMSO) en sulfure de diméthyle.